# Louis Adam
Jean-Louis Adam (ur. 3 grudnia 1758 w Muttersholtz, zm. 8 kwietnia 1848 w Paryżu) – francuski kompozytor, pianista i pedagog.

## Życiorys
Od 1775 roku mieszkał i działał w Paryżu, w latach 1797–1842 prowadził klasę fortepianu w Konserwatorium Paryskim. Do grona jego uczniów należeli m.in. Friedrich Kalkbrenner i Ferdinand Hérold. Skomponował m.in. 2 symfonie koncertujące na harfę, fortepian i skrzypce, ponadto szereg utworów kameralnych i fortepianowych. Opublikował podręczniki Méthode, ou Principe général du doigté pour le fortepiano (Paryż 1798) i Méthode nouvelle pour le piano (Paryż 1802).
Jego synem był kompozytor Adolphe Adam.